# 新潟県立津南中等教育学校
新潟県立津南中等教育学校（にいがたけんりつ つなんちゅうとうきょういくがっこう　英名：Tsunan secondary school）は、新潟県中魚沼郡津南町下船渡戊に所在する県立中等教育学校。

## 概要
2006年（平成18年）に開校した、新潟県立津南高等学校の校舎を継承した公立中高一貫校。
通称は津南中等。十日町・中魚沼地域の高等教育拡充のために新潟県立中高一貫校として5番目に開設された。東京大学・京都大学等の難関大学に進学する卒業生も少なからず存在し、目的は達成されつつある。
1学年の定員は2クラス80名と少人数クラス編成で、英数授業時にはこれを更に分けて授業をすすめる。2012年（平成24年）度より、2学年ごとに1st.2nd.3rd STAGEに再編成した。これにより、2nd-STAGE修了までに国数英の基礎力を見につけることによって、3rd-STAGEでは文理選択後の主要3教科の発展的学習や他教科の更なる探究的学習に励むという独自のカリキュラムを設定している。
男女の制服はともに濃い紺色を基調としており、落ち着いた印象を与える。また、校歌は庭野富吉作詞、後藤丹 作曲の『新潟県立津南中等教育学校校歌』である。

### 沿革
- 2005年（平成17年）11月1日　新潟県立津南中等教育学校が設置される（新潟県立津南高等学校の校地・校舎を利用）平成18年豪雪時の様子

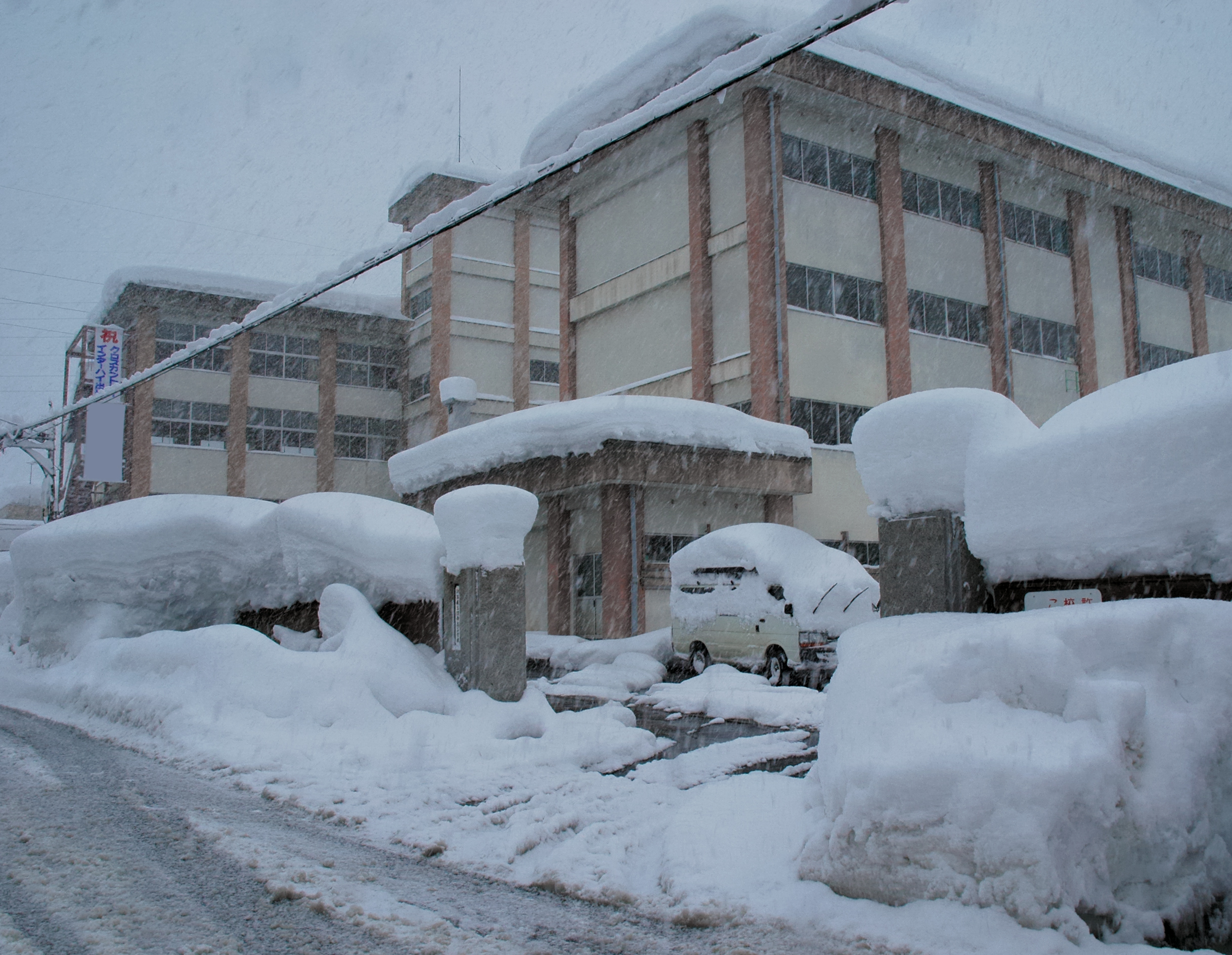
平成18年豪雪時の様子

- 2006年（平成18年）3月31日　ランチルーム完工
  - 4月1日　新潟県立津南中等教育学校が開校
  - 4月4日　第1回入学式が挙行される（第1期生 81名）
  - 10月21日　開校記念式典が挙行される
- 2007年（平成19年）10月15日　特別教室棟耐震工事（第1期）完工
- 2008年（平成20年）10月20日　特別教室棟耐震工事（第2期）完工
- 2009年（平成21年）10月30日　管理普通教室棟改修・補強工事（第1期）完工
- 2010年（平成22年）9月30日　管理普通教室棟改修・補強工事（第2期）完工
  - 12月10日　第2体育館改修・補強工事　完工
- 2012年（平成24年）3月16日　第1回卒業証書授与式が挙行される
- 2015年（平成27年）10月31日　創立10周年式典が挙行される

### 交通
- 南越後バス十日町 - 津南線『津南町役場前』より徒歩3分。
- 南越後バス津南中学校 - 秋山郷線『中等教育学校前』より徒歩1分未満。
- 隣接する長野県栄村からの越境通学も可能。

## 教育目標
主体的に学び、確かな学力・豊かな表現力を身につけるとともに、地域社会・自然との関わりの中で思いやりの心を育み、次代を担う人間性豊かなたくましい人材を育成する。

## 教育方針
「夢の実現」
1. 夢を実現できる確かな学力の育成
2. 世界に向かって自己表現できる能力の育成
3. 思いやりの心、たくましく生きる力の育成
4. 生徒一人一人を大切にした親身な指導による個性の伸長

## 学校生活

### 学校行事

#### 新入生オリエンテーション合宿
この合宿は入学後すぐに行われる合宿である。新入生同士の絆を育むとともに入学後に課される自宅学習課題に対してどのように取り組むべきかを各々が考える合宿である。

#### 国内英語研修
この研修は3年生が行う国内研修である。初期英語教育においてこの研修を行うことで、リスニング能力を高め、英語独特の文法を体で習得することを目的としている。

#### 国外英語研修
この研修は4年生がオーストラリア・ニュージーランドなどの時差の小さい英語圏の国で行う概ね10日間の国外研修である。英語の習熟度によっていくつかのグループに分かれ、そのグループごとに受け入れ先の学校が分かれる。
この合宿は単に英語能力の強化だけを目的としているのではなく、他国の文化に触れることで生徒個人がよりよい進路決定を下せるようにすることも目的となっている。

#### チャレンジウォーク
この行事は秋に行われる遠足のことである。遠方からの通学者の多い学校の特質から、地元についてよく知らない生徒も多く、これらの生徒に地元をより良く知ってもらおうという意図を持っている。

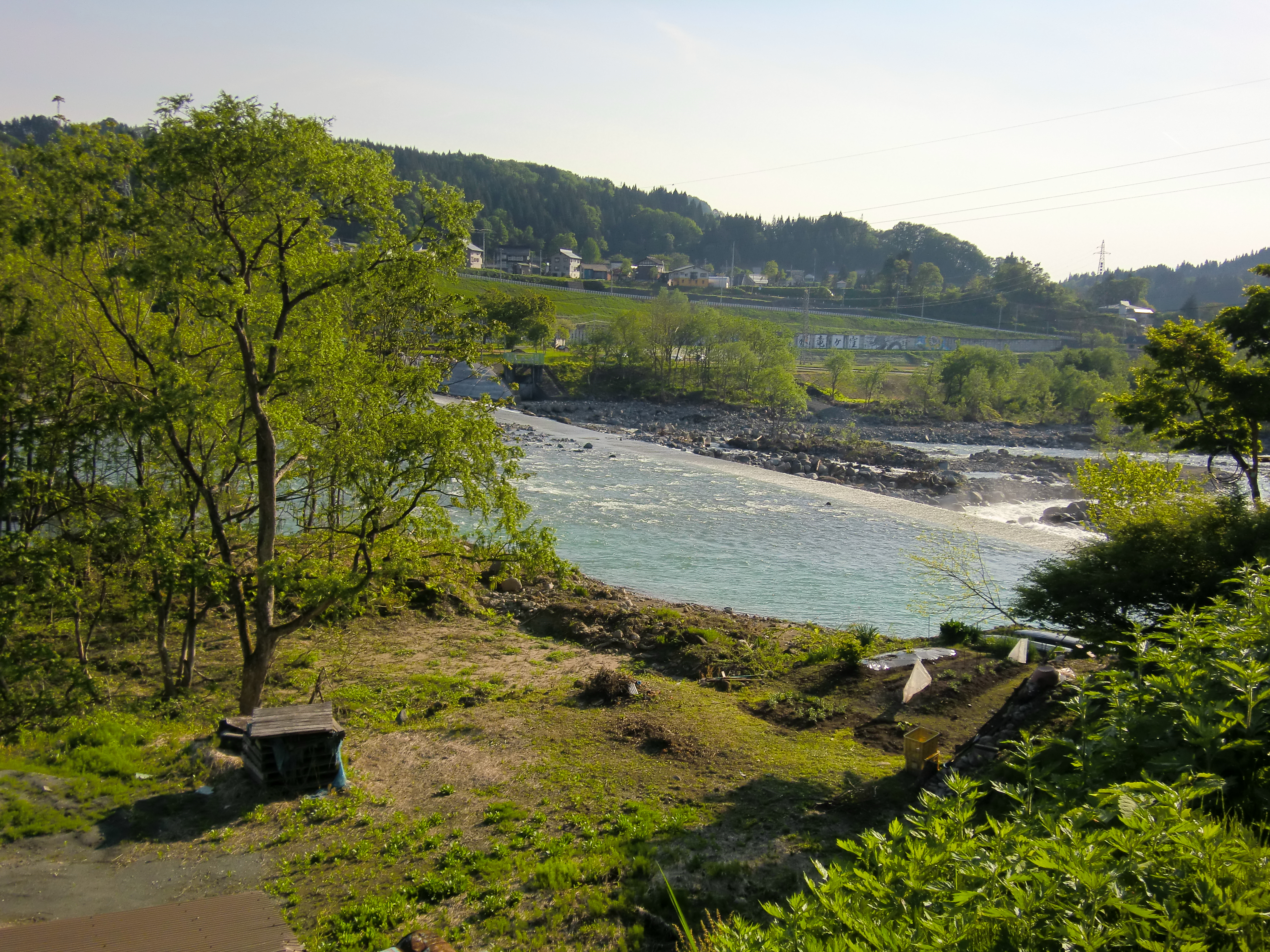
学校の脇を流れる中津川

ルートは1～3年は共通だが、他の学年は毎年個別に設定する。6年生は受験準備のために参加しない。

#### スキー授業
雪が降りしきる2月頃に行われる。6年生は参加しない。全国有数の豪雪地域という立地を生かし近隣のスキー場にて学年単位で一日かけて行われる。

#### 体育祭
雪が消えた頃に開催される、文化祭と並ぶ津南中等の2大行事の1つである。各STAGE毎に1クラスずつの計3クラスが1連合となって争う。開催一週間前から全課外活動が中断し全校生徒が一丸となって準備に当たる。種目としては、生徒会の独創的な企画による生徒会種目やSTAGE対抗クラスリレー、応援合戦などがある。

#### 文化祭
10月に開催される津南中等の代表的な行事である。この行事に関しては、生徒会と文化祭実行委員会が丸一年かけて企画を作るという非常に手のこんだものになっている。1～3年生はここにおいて合唱コンクールも行い、クラスの雌雄を決する事になる。この他にも、4・5年生によるクラス企画や科学部による津南万博、各種展示などがある。

#### 夢講演
年に1回開かれる各界の一線で活躍する人を招き行う講演会のこと。この講演会を通して自身の進路についての関心を高めるという目的がある。

### 課外活動

#### 部活動
津南中等には以下の学校設置部活動があり、生徒の活躍の場となっている。
- サッカー部 男子のみ入部可 ※1
- 吹奏楽部
- バレーボール部 女子のみ入部可
- 陸上部 ※2
- 卓球部
- 軟式野球部
- アート部（書道・美術・文芸・写真・演劇など）
- 科学部
- 水泳部※3※4

※1 マネージャーはその限りでない。

※2 2011・2012年度、陸上競技部から男子走り高跳びで全国高校総体出場。

※3 2012年度、個人活動から男子競泳背泳ぎ200m・100mで全国中学校総合体育大会出場。各２位、優勝。
※4 2024年度現在では、水泳部は無くなっている。

#### 生徒会
全校生徒が所属する。定例生徒総会は毎年4月に開催される。
- 生徒会執行部
- 風紀委員会
- 体育委員会
- 保健委員会
- 美化委員会
- 図書委員会
- 福祉委員会
- 文化祭実行委員会
- 選挙管理委員会
- 応援委員会
- 会誌委員会
- 1学年委員会
- 2学年委員会
- 3学年委員会
- 4学年委員会
- 5学年委員会
- 6学年委員会

#### 社会貢献活動
本校では、社会貢献活動の一環としてペットボトルキャップ及びアルミ缶の回収を行なっている。この活動を通じて発生した資金は社会貢献活動・慈善事業の資金となる。

### 学習生活
本校では標準授業数よりも多く授業を行うとともに、自宅学習習慣の早期定着を図り、夢を実現できる確かな学力の育成に努めている。また、2人担任制を採用し生徒ひとりひとりに対してきめ細やかに指導を行なっている。

#### 課題
学習の恒常化という目標の達成のために全校生徒に最低でも平日2時間、休日3時間の学習を推奨している。このため、6回生を除くすべての生徒に対し課題を課している。
主な使用教材は以下のとおり。
- 中学必修テキスト
- Winpass
- 各種教科書傍用問題集
- 国語アチーブシリーズ 桐原書店
- 級別漢字クラブ
- 速読シリーズ Z会

#### 学習合宿
2nd.3rd-STAGEの生徒は年に数回の学習合宿に出かける。これは、マンネリ化した日常生活から脱却することで気分を一新するとともに、各社模擬試験などを校時にとらわれることなく時間をかけて、解答解説を行うことで一人ひとりの応用力を育むという目的を持つ。

#### チャレンジ学習
長期休業期間中の登校日をこのように呼び、その目的はSTAGE毎に異なっている。1st-STAGEの生徒はこの期間に探究的な活動を行うことで学習意欲の向上を目指す。また、2nd.3rd-STAGEの生徒はこの期間中も通常授業を行うことで早期の履修完了を目指す。

## 設備
校舎は普通教室棟・特別教室棟、第一・第二体育館から構成される。また、グラウンドを1面備える。

### 図書室
文庫本、新書、古典全集や、明治文学全集などがひと通り揃っている。平日の午前10時から午後5時30分まで司書の常勤講師が常駐し、その間開館している。休日は閉館している。

### 芸術教室群
音楽教室には、アップライトピアノ1台、グランドピアノ1台を備え（音楽準備室及び第一体育館にも1台ずつ備えられている。）また、フォークギターも備える。その他にも多数の楽器あり。
美術教室には、標準的な設備のほかにも焼き物用の窯が完備されている。
この他にも、書道教室があり後述の社会科教室同様に天板の大きな机が配置されている。

### 視聴覚教室
段を備えた教室である。大型液晶テレビを完備し映像教材の鑑賞や学年ごとの集会などに用いる。

### 社会科教室
書道教室同様の天板の大きな机がクラス人数分配置されており、図説を広げながら授業を受けやすいようになっている。大型テレビが配置されている。

### 多目的教室
第一多目的教室と第二多目的教室からなる。第一多目的教室にはスチールの机が学年人数分配置されており、資料を広げながら授業を受けやすくなっている。第二多目的教室にはパソコンがクラス人数分配置されており、総合学習や英語の授業に使用されている他、数台はカメラが接続されておりオンライン授業に参加できる。
社会科教室、社会科教室と合わせたこれら4教室にはWi-Fiが設置してあり、タブレット端末を使って調べ物などができる。インターネット回線はNEINでなく、津南中等独自のファイアウォールを経由しているため、NEINでは閲覧できないEdmodoやTwitterを閲覧できる。

### 情報処理室
パソコンがクラス人数分配置されており、総合学習や情報の授業に使用されている。インターネット回線はNEINに接続されている。

### 工作室
技術の授業に使用されている。鋸、金ヤスリ、ハンダゴテなどを完備している。

### 理科教室群
物理教室・科学教室・生物教室がある。標準的な備品の他に、ドラフトチャンバー・エバポレーター・超音波洗浄器などがあり、発展的な実験に役立っている。また、生物教室ではメダカなどの水生生物を飼育している。

### 家庭科教室群
被服教室には約20台のミシンやクラス人数分の裁縫道具が備えてある。他にも調理教室があり、家庭科の授業や文化祭クラス企画などにおいて使用されている。

### 保健室
木材をふんだんに使った内装で、やすらぎの空間である。ベッド数は3。

### 進路資料室
自習用の大型机が7台置かれており、課外時間や休日に生徒が自習や進路学習を行う。各種試験の過去問題集・予想問題集、参考書などが多数おいてある。他にも、パソコン2台、液晶テレビ1台が置かれている。

### 体育館・グラウンド

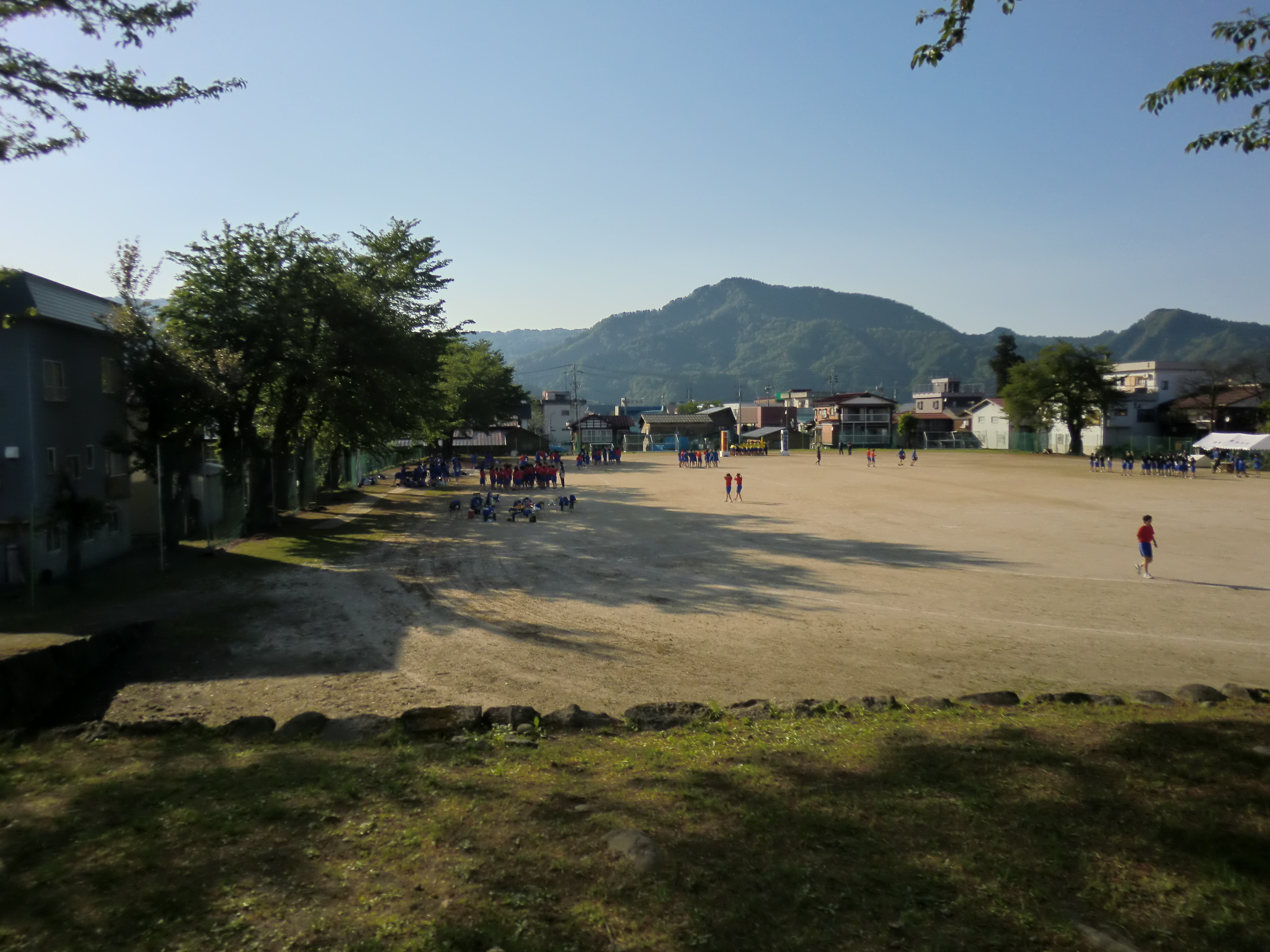
グラウンド

第一体育館は生徒用更衣室を併設しており、バスケットボールコート2面分の広さである。
第二体育館は一階部分が格技場、ピロティ、生徒用更衣室・シャワー室、二階部分が体育館になっている。二階の体育館はバスケットボールコート1面分の広さである。
グラウンドは300mトラックより若干大きいくらいの広さであり、砂場などを併設している。桜が15本程植えられている。